# Алопекис
Алопекис (греч. Αλωπεκίς — лисичка) — древняя греческая порода собак. Мелкая собака примитивного типа, вероятно, послужившая прародителем многим европейским породам собак. Обладает развитым пастушьим и охотничьим инстинктами, применяется как универсальная собака. К началу XXI века находится под угрозой полного исчезновения. Кинологическими организациями официально не признана.

## История
Самое древнее известное изображение алопекиса относится к эпохе неолита. В афинском археологическом музее находится обнаруженный в Фессалии терракотовый сосуд, датируемый 3000 годом до н. э., на который нанесён схематичный рисунок характерного для алопекиса силуэта. Эта находка свидетельствует о том, что собаки такого облика жили на этой территории ещё во времена пеласгов, до возникновения Микенской цивилизации. Подобные изображения, относящиеся к раннему бронзовому веку, найдены в Рафине.
Исследования одомашнивания собак в географическом регионе Древней Греции базируются на археологических изысканиях памятников докерамического неолита, который на этой территории начался в VII тысячелетии до н. э. В древнейших слоях неолитических поселений Ситагрой и Сескло найдены кости собак, аналогичные костям торфяной собаки Canis familiaris palustris. Тот факт, что эти поселения и находки намного старше, чем подобные находки в центральной Европе (в некоторых случаях вдвое старше), позволяет резонно предположить, что предок европейского шпица, названный Canis familiaris palustris Rutimeyer, появился не в центральной Европе, а на территории будущей Эллады. Поэтому алопекис имеет серьёзные основания считаться одной из старейших, если не самой старой породой собак в Европе.
Алопекис был известен в Греции под разными названиями. В древности его называли киналопикс (Κυναλώπηξ, от сокращённого κύων — собака и αλώπηξ — лисица): существовало верование, что порода возникла от вязок собак с лисами. Позднее этих собак называли Αλεπουδίτσα (лисичка), на Крите Βενετάκι или Μορόπα, Μπόμπης или Μπουμπούδιна в Сере, на Скиатосе Ζαχαρόσκυλο (сахарная собака, за распространённый здесь чисто белый окрас, а также кроткий нрав) и т. д.
Порода упоминается в текстах Аристотеля, Ксенофонта и Аристофана, изображения встречаются на археологических находках — керамике, резных деревянных изделиях, барельефах, монетах, в виде статуэток.

### Происхождение и связь с другими европейскими породами

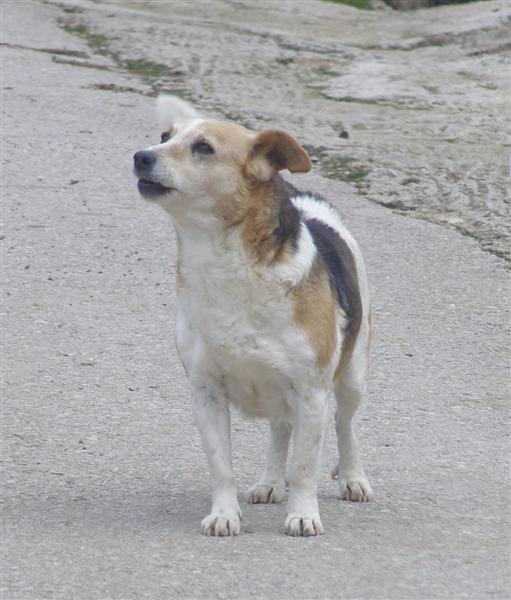
Алопекис-пастух в деревне Анавра, Греция

Алопекис — характерный представитель примитивных шпицеобразных собак. У них стоячие треугольные уши, клинообразная голова, нормальный ножницеобразный прикус и обычный комплект зубов, крепкое сложение, сбалансированные пропорции. Типичные экземпляры не имеют признаков карликовости, конечности обычной длины — не слишком длинные и не укороченные. За период существования породы размеры собак постепенно уменьшились благодаря естественному отбору, селекции и адаптации к местным условиям. Возможно, тенденция к уменьшению роста является следствием происхождения алопекиса, как и критской гончей, от эфиопского шакала (Canis simensis или его южный подвид Canis simensis citernii), который мельче и легче серого волка (Canis lupus). Внешний вид алопекиса — природный архаический тип собаки, древнего предка современного европейского малого шпица, северных шпицов и терьеров. Померанский шпиц, происходящий, как принято считать, от древних далматских и иллирийских собак с острова Млет в Адриатике, до XII века бывшего греческим, вероятно, является потомком алопекиса и малой греческой домашней собаки мелитио кинидио (греч. Μελιταίων Κυνιδίων). Как и другие шпицы, алопекис обладает развитым охотничьим инстинктом и это также роднит его с другими шпицеобразными породами, выведенными в средиземноморских районах после греческой колонизации, вероятно, с участием более крупных собак вроде критской гончей. На Крите имелась и мелкая собака, подобная алопекису по внешнему виду, которая использовалась в качестве охотничьей и сторожевой собаки. Её современное название «венетаки», вероятно, происходит от латинского venaticus = охота и возникло в период венецианского правления 1212—1669 годов; в древности эту собаку, вероятно, называли Κυναμολγός (молочная собака).
Юлий Поллукс приводит отрывок из Ктесия, повествующий о критских молочных собаках, живущих в стадах, сосущих молоко коров и сражающихся с быками. Возможно, что потомки тех собак перемещались по Северной Европе с греками, римлянами, кельтами и позднее с цыганами и стали родоначальниками таких пород, как вельш корги и ланкаширский хилер. То обстоятельство, что лишь три породы (включая алопекиса) мелких собак специализируются на пастьбе и перегонке крупного рогатого скота (обычно этим занимаются собаки более крупных пород типа молоссов), весьма примечательно само по себе и может рассматриваться в качестве дополнительного доказательства генетической связи этих пород, помимо сходного облика и пастушьего инстинкта.

### Традиционное использование
Алопекис представляет тип собак, характерный для периода до эры специализации. Он сочетает в себе охотничьи, пастушьи и охранные способности. Внешний вид и особенности поведения типичны для примитивных собак. Популяции алопекиса имелись в Греции повсеместно. Их обычная работа заключалась в истреблении крыс, мышей и других мелких грызунов. Они охраняли домашних кур и уток от нападения лисиц: маленькие собаки легко помещаются в курятнике в ожидании хищника. Алопекисы отлично взаимодействуют с крупными пастушьими собаками, охраняющими стада на ферме и на пастбище. Эти собаки довольно сильны для своего небольшого размера. Болотистые восточные районы Крита идеально подходили для азиатских буйволов, завезённых во время войн с Персией. По данным Греческой ассоциации по защите и спасению национальных пород сельскохозяйственных и домашних животных «Amaltheia» в Сере и северной Греции алопекисы до недавнего времени сопровождали буйволов на пастбище. Во всех регионах страны они используются при пастьбе овец, коз и крупного рогатого скота и в наши дни.

### Современное состояние поголовья
До того, как в 1970—1980-х годах начался массовый импорт собак других пород, местные мелкие породы алопекис и мелитео кинидио составляли преобладающую часть городского и сельского поголовья. Эта древняя, универсальная и обаятельная порода является уникальным примером эволюции маленьких собак. Однако традиционный здоровый генофонд породы подвергся влиянию неблагоприятных факторов: урбанизации, применения пестицидов в сельском хозяйстве, метисации с импортированными собаками при отсутствии контроля за разведением и учёта племенной работы. Хотя точных сведений нет, считается, что популяции страдают также от сезонных инфекций лейшманиоза. Проблему сохранения поголовья усугубляет небольшое число щенков в помёте и высокая смертность щенков в сельской местности. Кроме того, как и большинство примитивных пород, суки алопекисов готовы к размножению лишь один раз в год. Вдобавок, несмотря на угрозу исчезновения, многие алопекисы были стерилизованы из-за беспорядочной политики, направленной на ограничение роста числа бродячих собак. Катастрофическое сокращение численности алопекисов привело к вынужденной бесконтрольной метизации собак в хозяйствах.
Поголовье алопекисов начало снижаться после переселения 1922 года, разрушившего традиционный уклад. Начиная с 1990-х годов порода находится в стадии вымирания. По данным, представленным на конференции Zootechnia-2013 в Салониках, в Греции насчитывается 58 экземпляров чистопородных алопекисов. Специалисты вынуждены принимать меры по спасению породы с привлечением общественности и СМИ.
Эта порода пока не признана какой-либо национальной или международной кинологической организацией. Кинологический союз Греции (греч. Κυνολογικός Όμιλος Ελλάδος) готов рассмотреть признание породы после увеличения популяции.

## Внешний вид

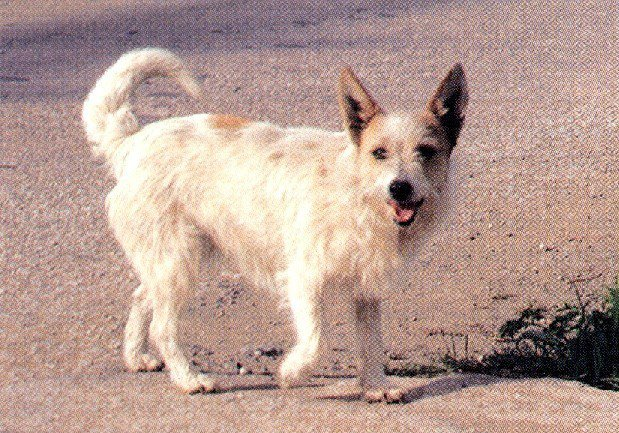
Редкий жесткошёрстный алопекис. Этот пёс был погонщиком крупного рогатого скота в Фессалии, Греция.

Алопекисы — маленькие собаки удлинённого формата, крепкие и мускулистые, с явно выраженным половым диморфизмом. Индекс растянутости 4:5—4:5,5, высота в холке варьирует от 20 до 30 см, вес от 3,5 до 7,5 кг. В отличие от большинства других мелких пород собак, размер алопекиса обусловлен не селекцией, а островной карликовостью.
Внешний облик собаки напоминает лису. Голова клиновидная, длина морды равна длине черепа, переход от лба к морде неглубокий, но выраженный. Череп широкий, объемный, с заметной срединной бороздой. Челюсти крепкие, губы прилегающие. Глаза крупные, миндалевидной формы, веки тёмные. Уши треугольные, довольно большие, стоячие, очень подвижные. Корпус крепкий, пропорциональный. Конечности сильные, лапы овальные. Хвост саблевидный, его изгиб не должен образовывать полукольцо. Собака несёт его довольно высоко, но не касаясь спины.
Порода встречается в трёх разновидностей шерсти: а) довольно короткая, плотная, прилегающая; б) полудлинная, густая, грубая; в) полудлинная, жёсткая, с усами и бородой (брудастая). Жесткошёрстный вариант встречается крайне редко. Все типы шерсти имеют подшёрсток. Проекте стандарта породы предусматривает только гладкую двойную шерсть с длиной волоса не более 5 см. Шерсть ни в коем случае не должна быть тонкой, редкой, мягкой и шелковистой. Алопекис — маленькая рабочая собака, которая должна комфортно чувствовать себя в любое время года на открытом воздухе. Зимой в горах и на севере Греции может быть холодно и ветрено, а летом — очень жарко, поэтому хорошие защитные качества шерсти очень важны. Шерсть алопекиса легка в уходе и не загрязняется чрезмерно. К тому же алопекисы чистоплотны по природе и тщательно ухаживают за собой, препятствуя размножению в шерсти паразитов.
Допускаются все цвета и сочетания цветов, за исключением полного отсутствия пигментации (альбинизма). Типичные цвета: сплошной белый, чёрный или коричневый а также любые их комбинации: чёрно-белый, белый с чёрными или коричневыми пятнами, чёрный с белыми отметинами, коричнево-подпалый. Светлые, голубые, жёлтые глаза, разноглазие стандартом не допускаются.

## Темперамент и рабочие качества
В качестве домашнего питомца алопекис очень ласковая, надежная, преданная, жизнерадостная, активная, но не агрессивная собака, не склонная к чрезмерному лаю. Типичные алопекисы уверены в себе, общительны, обучаются легко и с удовольствием, старательны. Они заботятся и защищают других домашних питомцев, но всегда остаются врагами мелких грызунов. Прирождённые охотники и подносчики дичи, очень игривы. Хорошо ладят с детьми.
Как сторожевая или рабочая собака алопекис смел, бдителен, внимателен, энергичен. Обладает очень быстрыми рефлексами, физически вынослив и быстр. Для города и сельской фермы это отличный помощник и спутник. Собака хорошо адаптируется в любых условиях и приспосабливается к хозяину любого возраста и образа жизни.

## Здоровье и продолжительность жизни

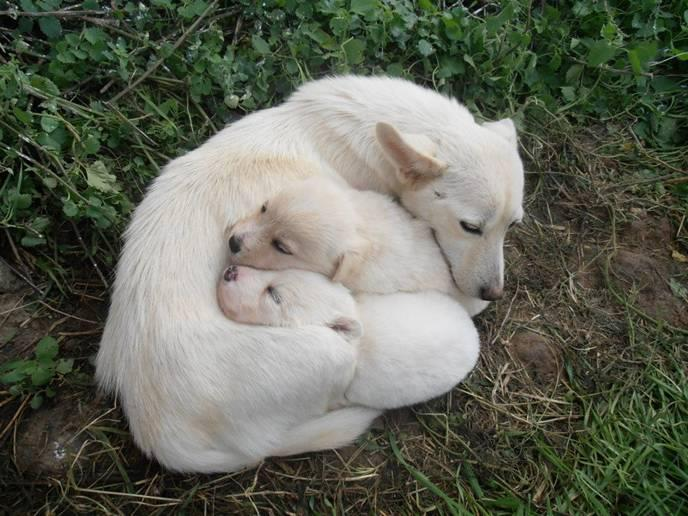
Сука алопекиса с двумя щенками, Сере, Греция.

Суки породы алопекис, в отличие от современных пород, готовы к размножению только один раз в год. Рожают легко, в помёте обычно 3—4, максимум 5 щенков. Порода обладает отличным здоровьем и не подвержена генетическим заболеваниям. Нетребовательны в уходе, неприхотливы и умеренны в еде. Средняя продолжительность жизни в домашних условиях 12—15 лет.